# Nyctemera tenuifascia
Nyctemera tenuifascia là một loài bướm đêm thuộc phân họ Arctiinae, họ Erebidae.